# 三子教訓状

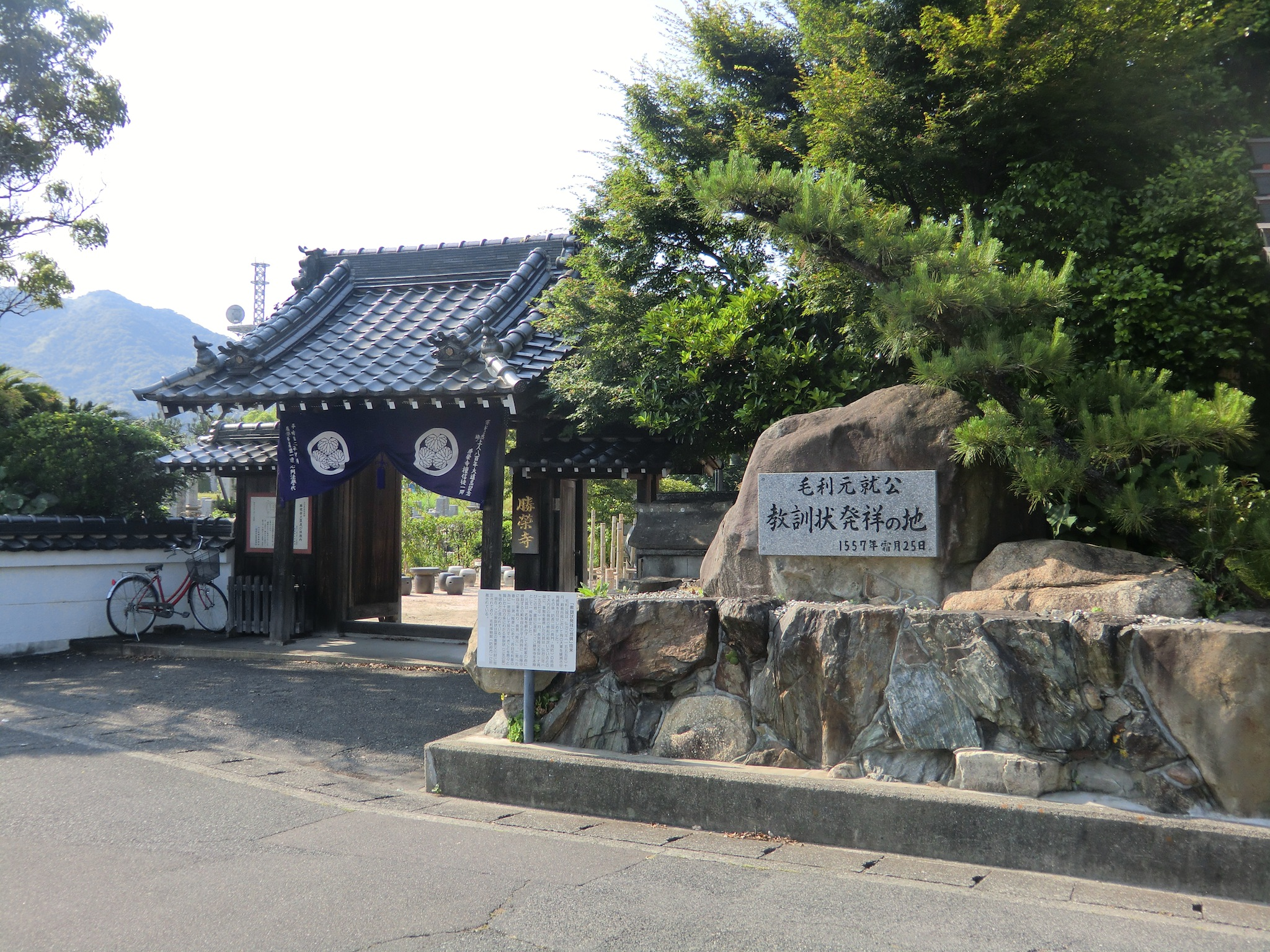
毛利元就が教訓状を書いた勝栄寺

三子教訓状（さんしきょうくんじょう）は、中国地方の戦国大名・毛利元就が1557年（弘治3年）に3人の子（毛利隆元・吉川元春・小早川隆景）に書いた文書。
これを含む「毛利家文書」は重要文化財に指定されており、毛利家文書405号・毛利元就自筆書状として山口県防府市の毛利博物館に収蔵されている。

## 概要
1557年（弘治3年）11月25日に元就が周防国富田（現・山口県周南市）の勝栄寺で書いた書状。60歳を越えていた元就が、3人の息子たちに（他の子どもたちを含めて）一致協力して毛利宗家を末永く盛り立てていくように後述の14条に渡って諭しており、本書の長さは約3mに及んでいる。
1557年（弘治3年）4月、元就は周防・長門両国の制圧を完了し吉田郡山城に引き揚げたが、周防で大内氏の残党による一揆が起きたので、鎮圧のために11月18日富田に出陣した。教訓状は、富田滞在中の11月25日付で三子宛てに出されたものである。
この教訓状は文字通り3人の息子たち宛てに書かれたものではあるが、一族協力を説いた倫理的な意味だけでなく､安芸の一国人領主から､五ヶ国を領有する中国地方の領主に成り上がった毛利氏にとって､戦国大名としては独自の｢毛利両川体制｣とも呼ぶべき新体制をとることを宣言した政治的性格をおびている。それで、「兄弟が結束して毛利家の維持に努めていくことの必要性を説き、元就の政治構想を息子たちに伝えた意見書であり、単なる教訓とは異なる」
この教訓状の歴史的意義を述べるとすれば、これはただ単に三兄弟の結束を説いたというものではなく、毛利氏の「国家」の核となる毛利家を保つために家督の隆元の主君としての地位を明確にしたものであり、それによって兄弟・一族のなかでの内紛を避け、いわゆる下剋上を禁止すると宣言したものである。
元就からの手紙に対し、元就と共に出陣して周防に滞在していた隆元が返書している。この返書は「毛利隆元吉川元春小早川隆景連署請書」（毛利家文書407号）と呼ばれる9条かならなる内容で、元就の教訓状の内容について了承した意を記している。この請書は教訓状の日付の翌日である11月26日付けで書かれており、隆元・元春・隆景の三者の連名と花押があるが、日付が翌日であることや本文・書名とも全て隆元の筆跡であることから、隆元が直ちに書いた後に弟2人に回覧して事後承諾で花押を書かせ、元就に提出したものと考えられている。
しかし、元就の意図は三兄弟でよく話し合って協力して欲しいという趣旨であるため、これが逆に不満の素になったと推察され、教訓状の続きとなる短い自筆書状（毛利家文書406号）を隆元宛てに書いている。この書状では、「当家のことをよかれ思うものは、他国はもとより、当国にもいない」「毛利家中にも（中略）当家をよく思わない者もいる」「兄弟の仲が悪くなれば（毛利家は）滅亡すると思うように」などと書かれている。
毛利家には元就直筆の長文書状がたくさん残されているが、この教訓状だけが有名になったのは孫の毛利輝元によるものである。
慶長5年9月、関ヶ原合戦以後､輝元が祖父の教訓状を家臣の前で読み上げていることが知られており（『老翁物語』）、中国全域に亘っていた領国をわずか二か国に減らされた上に、先行きの不安から揺れる家中、この危機を乗り切るために輝元が持ち出したのが祖父の教訓状であった。祖父の金言を振りかざすことで、血族の団結の強さを家中に､そして世間に知らしめる必要があったためである。

## 三矢（さんし）の訓（おし）え
この逸話のエピソードは、概ね次の通りである。

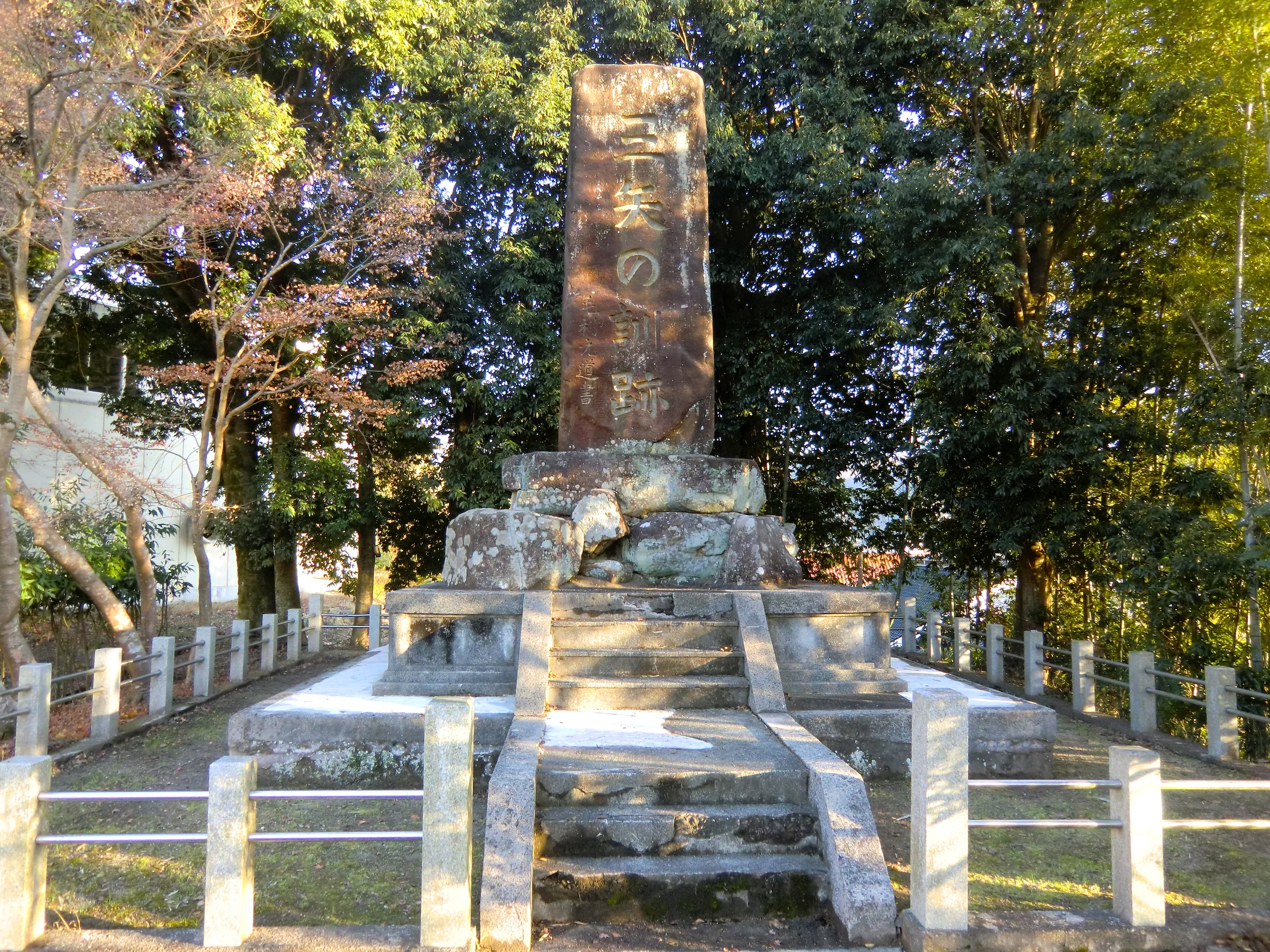
安芸高田少年自然の家にある三矢の訓碑

このように、三子教訓状と似通っている訓戒ではあるが、教訓状には「三本の矢」については記述がない。そもそも史実では、元就が死の間際に3人の息子に教訓を残すことは不可能な状況であった（隆元は元就より8年も早く亡くなり、元春は山中幸盛らの率いる尼子再興軍との戦いで出雲国で在陣中であり、元就の死を見届けたのは隆景と輝元のみ）。
この逸話に関する古い文献としては、江戸時代に編纂された「前橋旧蔵聞書」があり、死に際の元就が大勢の子どもたちを呼び集めて「1本の矢では簡単に折れるが、多数の矢を束ねると容易に折れないので、皆がよく心を一つにすれば毛利家が破られることはない」と教えたとされる。この話では、史実と合致して隆元や元春がその場に登場しないことから、このエピソードが三矢の教えの逸話へと変化して伝えられた可能性がある。

## 内容（現代語訳）
第一条
- 何度も繰り返して申すことだが、毛利の苗字を末代まで廃れぬように心がけよ。

第二条
- 元春と隆景はそれぞれ他家（吉川家・小早川家）を継いでいるが、毛利の二字を疎かにしてはならぬし、毛利を忘れることがあっては、全くもって正しからざることである。これは申すにも及ばぬことである。

第三条
- 改めて述べるまでもないことだが、三人の間柄が少しでも分け隔てがあってはならぬ。そんなことがあれば三人とも滅亡すると思え。諸氏を破った毛利の子孫たる者は、特によその者たちに憎まれているのだから。たとえ、なんとか生きながらえることができたとしても、家名を失いながら、一人か二人が存続していられても、何の役に立つとも思われぬ。そうなったら、憂いは言葉には言い表せぬ程である。

第四条
- 隆元は元春・隆景を力にして、すべてのことを指図せよ。また元春と隆景は、毛利さえ強力であればこそ、それぞれの家中を抑えていくことができる。今でこそ元春と隆景は、それぞれの家中を抑えていくことができると思っているであろうが、もしも、毛利が弱くなるようなことになれば、家中の者たちの心も変わるものだから、このことをよくわきまえていなければならぬ。

第五条
- この間も申したとおり、隆元は、元春・隆景と意見が合わないことがあっても、長男なのだから親心をもって毎々、よく耐えなければならぬ。また元春・隆景は、隆元と意見が合わないことがあっても、彼は長男だからおまえたちが従うのがものの順序である。元春・隆景がそのまま毛利本家にいたならば、家臣の福原や桂と上下になって、何としても、隆元の命令に従わなければならぬ筈である。ただ今、両人が他家を相続しているとしても内心には、その心持ちがあってもいいと思う。

第六条
- この教えは、孫の代までも心にとめて守ってもらいたいものである。そうすれば、毛利・吉川・小早川の三家は何代でも続くと思う。しかし、そう願いはするけれども、末世のことまでは、何とも言えない。せめて三人の代だけは確かにこの心持ちがなくては、家名も利益も共になくしてしまうだろう。

第七条
- 亡き母、妙玖に対するみんなの追善も供養も、これに、過ぎたるものはないであろう。

第八条
- 五龍城主の宍戸隆家に嫁いだ一女のことを自分は不憫に思っているので、三人共どうか私と同じ気持ちになって、その一代の間は三人と同じ待遇をしなければ、私の気持ちとして誠に不本意であり、そのときは三人を恨むであろう。

第九条
- 今、虫けらのような分別のない子どもたちがいる。それは、七歳の元清、六歳の元秋、三歳の元倶などである。これらのうちで、将来、知能も完全に心も人並みに成人した者があるならば、憐憫を加えられ、いずれの遠い場所にでも領地を与えてやって欲しい。もし、愚鈍で無力であったら、いかように処置をとられても結構である。何の異存もない。しかしながら三人と五龍の仲が少しでも悪くなったならば、私に対する不幸この上もないことである。

第十条
- 私は意外にも、合戦で多数の人命を失ったから、この因果は必ずあることと心ひそかに悲しく思っている。それ故、各々方も充分にこのことを考慮せられて謹慎せられることが肝要である。元就一生の間にこの因果が現れるならば三人には、さらに申す必要もないことである。

第十一条
- 私、元就は二十歳のときに兄の興元に死に別れ、それ以来、今日まで四十余年の歳月が流れている。その間、大浪小浪に揉まれ毛利家も、よその家も多くの敵と戦い、さまざまな変化を遂げてきた。そんな中を、私一人がうまく切り抜けて今日あるを得たことは、言葉に尽し得ぬ程不思議なことである。我が身を振り返ってみて格別心がけのよろしきものにあらず、筋骨すぐれて強健なものにもあらず、知恵や才が人一倍あるでもなく、さればとて、正直一徹のお陰で神仏から、とりわけご加護をいただくほどの者でもなく、何とて、とくに優れてもいないのに、このように難局を切り抜け得られたのはいったい何の故であるのか、自分ながら、その了解にさえ苦しむところであり、言葉に言い表せないほど不思議なことである。それ故に、今は一日も早く引退して平穏な余生を送り、心静かに後生の願望をも、お祈りしたいと思っているけれども、今の世の有様では不可能であるのは、是非もないことである。

第十二条
- 十一歳のとき、猿掛城のふもとの土居に過ごしていたが、その節、井上元兼の所へ一人の旅の僧がやってきて、念仏の秘事を説く講が開かれた。大方様も出席して伝授を受けられた。その時、私も同様に十一歳で伝授を受けたが、今なお、毎朝祈願を欠かさず続けている。それは、朝日を拝んで念仏を十遍ずつとなえることである。そうすれば、行く末はむろん、現世の幸せも祈願することになるとのことである。また、我々は、昔の事例にならって、現世の願望をお日様に対してお祈り申し上げるのである。もし、このようにすることが一身の守護ともなればと考えて、特に大切なことと思う故、三人も毎朝怠ることなくこれを実行して欲しいと思う。もっとも、お日様、お月様、いずれも同様であろうと思う。

第十三条
- 私は、昔から不思議なほど厳島神社を大切にする気持ちがあって、長い間、信仰してきている。折敷畑の合戦の時も、既に始まった時に、厳島から使者石田六郎左衛門尉が御供米と戦勝祈祷の巻物を持参して来たので、さては神意のあることと思い、奮闘した結果、勝つことが出来た。その後、厳島に要害を築こうと思って船を渡していた時、意外にも敵の軍船が三艘来襲したので、交戦の結果、多数の者を討ち取って、その首を要害のふもとに並べて置いた。その時、私が思い当たったのは、さては、それが厳島での大勝利の前兆であろうということで、いざ私が渡ろうとする時にこのようなことがあったのだと信じ、なんと有難い厳島大明神のご加護であろうと、心中大いに安堵することができた。それ故、皆々も厳島神社を信仰することが肝心であって、私としてもこの上なく希望するところである。

第十四条
- これまでしきりにいっておきたいと思っていたことを、この際ことごとく申し述べた。もはや、これ以上何もお話しすることはない。ついでとはいえ言いたいことを全部言ってしまって、本望この上もなく大慶の至りである。めでたいめでたい。

## 三矢（さんし）の訓（おし）えに由来するもの
名称やシンボルのモチーフにしているもの

陸上自衛隊第13旅団部隊章

- サンフレッチェ広島：広島県のプロサッカークラブ。クラブネームの「サンフレッチェ」は「三矢の教え」に因んだ造語（日本語の「三」とイタリア語で矢を意味する「フレッチェ」を繋げたもの）。
- 陸上自衛隊第13旅団（旧・第13師団）：広島県安芸郡の海田市駐屯地に司令部を置く部隊。中国地方を担当することから、「三矢の教え」の故事にならった3本の矢羽根を部隊章のモチーフとしている。
- 三矢研究：正式名称は「昭和三十八年度総合防衛図上研究」。名前の由来は「三十八年の研究」であることと、毛利元就の「三本の矢」の故事にならい、陸海空三自衛隊の統合という意味から名づけられた[12]。
- 粕屋町立粕屋中学校：福岡県糟屋郡粕屋町にある中学校。校章のモチーフとしている。
- 『毛利元就 誓いの三矢』：1997年に光栄（現・コーエーテクモゲームス）から発売されたシミュレーションRPG。毛利家を主人公としており、三矢の教えの場面もムービーで登場する。

ドラマ等の作品に教訓を採り入れているもの
- ドラマ『古畑任三郎』：1999年1月3日に放送の「古畑任三郎 vs SMAP」のオープニングにて、古畑任三郎は「三本の矢」を挙げ、これからSMAPの強い絆に釘を刺して事件の真相を暴くことを示した。
- コント『志村けんのだいじょうぶだぁ』：本教訓をもとにしたパロディで、2種類のオチが用意されている。年老いた家主が3人の息子にこの教えを説こうとするが、矢が3本もしくはそれ以上まとめても折れてしまう、或いは1本の矢を折ろうとしたら折れず、無理に折ろうとして家主が骨折、または柱が折れてしまい屋敷が全壊するオチが待っており、いずれも最終的に「好きにしろ」と教えを放棄してしまうもの。また『ドリフ大爆笑』では加藤茶が原典と同じ元就に扮し、3人の息子の前で1本の矢を折ろうとするがついに折れず、代わりに屋敷が崩壊してそのがれきの中で「毛利家もこれで終わりじゃ…」と呟いて事切れるというオチのコントが存在した。
- コミックス『北斗の拳』：サヴァの次期国王の座を争う3人兄弟の王子たちの骨肉の争いに苦悩する年老いた国王を描いた作品が登場。主人公の協力により、三子教訓状による行く末と同様、円満な結末に収まる。
- 映画『乱』：シェークスピア四大悲劇のひとつ『リア王』を原案とし、舞台設定を戦国時代の日本とした作品で、三子教訓状と類似したエピソードも採り入れている。しかし、本作では三男が力づくで三本の矢をへし折って父親を諫めており、その諫言通り兄弟は争うことになる。
- アニメ『創聖のアクエリオン』：第1話にて、アクエリオンは3人で操縦される性質から登場人物の一人である不動GENがこの教訓を元とした格言を口にする。しかしその内容は「たとえ三本の矢を束ねてもそれ以上の力を加えられれば折れてしまう」という否定的なもので、第18話にて「互いの生き様を認め合い、互いに違う方向を示してこそ真価を発揮する」との新解釈が成された。
- ゲーム『ドリフトスピリッツ』：過去に開催されたイベント「2台の猛獣と3人の弟子」にて「三矢の教え」をかんざしに置き換えて例えている。なお、このイベントに登場した登場人物の名前は毛利元就と3人の息子が由来である。
- ドラマ『ママハハ・ブギ』：水谷家（海外赴任中の父・博を除く）が山で遭難した際、主人公（継母・蘭子）が継子三兄妹（長男・誠、次男・正雄、長女・恵美）に対して、その場にあった木の枝で代用して三本の矢を説いて「一致団結する大切さ」を語るが、正雄が三本の枝を折ってしまい、蘭子はダメ押しで夫、阿部、玲子（夫の先妻母）を追加して「（玲子を加えるのは不本意ながら）これなら折れないだろう」と訴えるが、正雄が簡単に折ってしまい、蘭子は激怒した。

その他
- アベノミクス：第2次安倍内閣が掲げる経済政策。毛利に所縁の深い山口県出身の安倍晋三は、3つの基本方針を「三本の矢」と表現している。アベノミクスと同じように第1次安倍内閣の時の中川秀直が名付け親である[13]。
- 石原慎太郎・橋本龍太郎・河野洋平：野党時代の自民党で高い人気を誇り、全国遊説で活躍した3名を、当時結成されたばかりのサンフレッチェ広島になぞらえ「サンフレッチェ（三本の矢）」と呼んだ[14]。
- 清神社：毛利氏の居城であった吉田郡山城の鎮守神。この故事からきた「三本の破魔矢」を授与している。
- ダイハツ・ミライース：2018年12月から放送されていたCMでは、架空の時代劇に毛利元就役で出演する宇梶剛士が三矢の教えを説くシーンを撮影した後、スポンサーの意向という設定から、ミライースの「低燃費」「低価格」「安全装備」を三矢にたとえて紹介するシーンが登場する。
- 若隆元・若元春・若隆景：荒汐部屋所属の兄弟力士。四股名は毛利元就の3人の息子にちなんでいる。
- 杉山賢人・鹿取義隆・潮崎哲也：かつて西武ライオンズに所属した投手。Jリーグが開幕した1993年当時の必勝リレーを「三本の矢」とサンフレッチェ広島になぞらえ、サンフレッチェと名付けた。